# Schmilkendorf

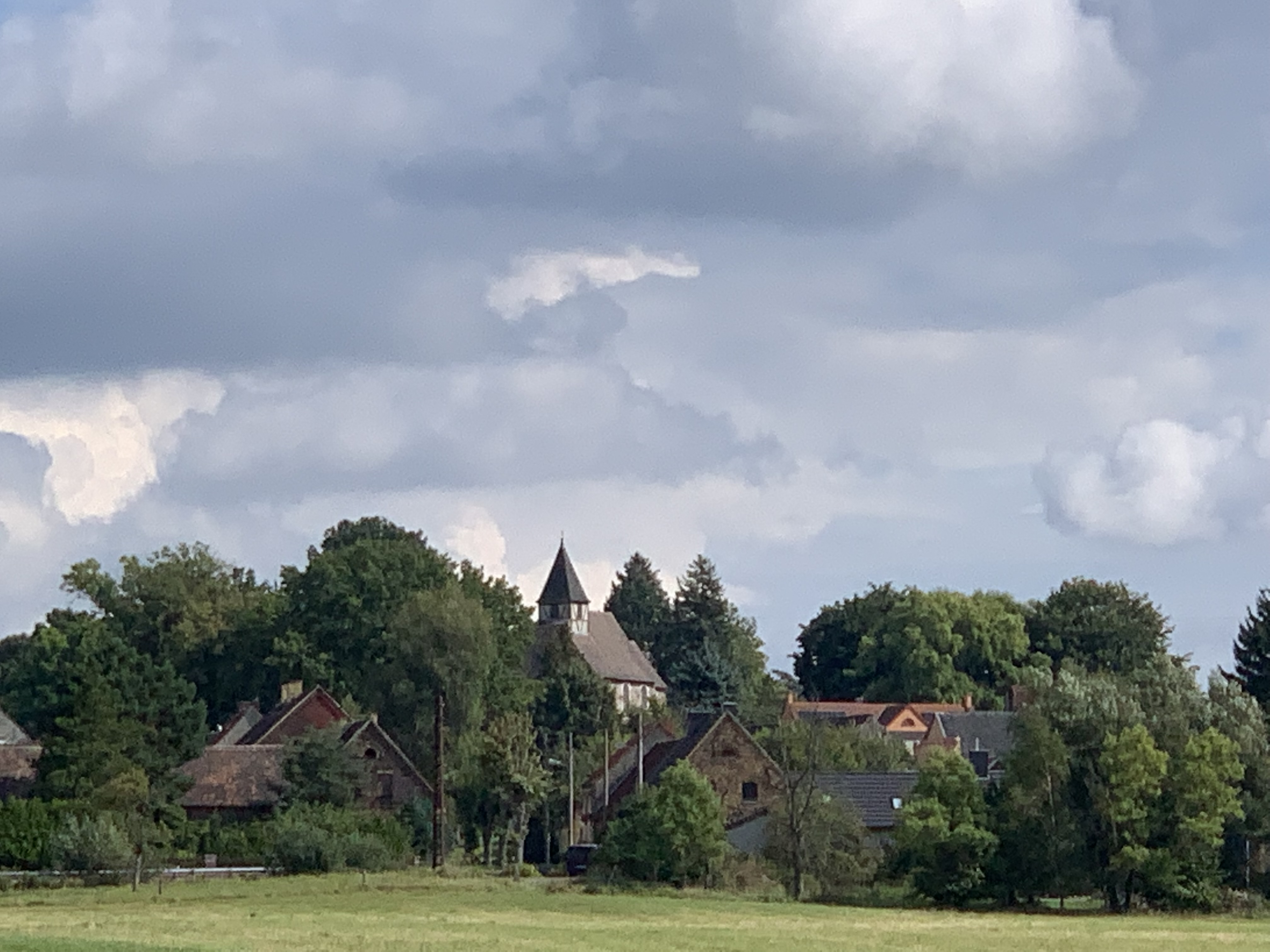
Schmilkendorf vom Süden

Schmilkendorf ist ein seit dem 13. Jahrhundert bestehendes Angerdorf im Südfläming in Sachsen-Anhalt.

## Geschichte
Eine Besiedelung Schmilkendorfs lässt sich seit dem 13. Jahrhundert nachweisen, in dem die Dorfkirche als Wehrkirche errichtet wurde. Zum ersten Mal erwähnt wurde Schmilkendorf im Jahr 1301 als ein zur Parochie Dobien gehörendes Ratsdorf. Namentlich genannt wurde der Ort erstmals in einer Schenkungsurkunde aus dem Jahr 1377 als Smylkendorph, was auf flämische Besiedlung hindeutet. Der Name des Dorfes bedeutet „Dorf eines Smil(e)k“. Nach einer anderen Version ist der Name auf die damaligen vielen Sumpfpflanzen Schmielen zurückzuführen.
1575 lebten im Dorf neun Hüfner und ein Kossäth. Im Jahr 1767 wurden die Schmilkendorfer Güter von sieben Personen besessen. Eine Dorfschule gab es spätestens seit Beginn des 19. Jahrhunderts. Im Jahr 1820 wurde der „Schmilkendorfer Gasthof“ gegründet. Im Jahr 1852 hatte Schmilkendorf 32 Häuser mit 206 Einwohnern, darunter 10 Hüfner. 1895 wurde im Dorf ein Gesangsverein gebildet, 1899 eine Schulbibliothek angelegt und 1911 ein Turnverein ins Leben gerufen. Im Jahr 1924 wurde Schmilkendorf elektrifiziert.
Nach mehr als 700 Jahren eigenständiger Verwaltung entschied sich der Gemeinderat von Schmilkendorf in 2005 für die Eingemeindung in die Lutherstadt Wittenberg. Seitdem ist Schmilkendorf ein Ortsteil von Lutherstadt Wittenberg.

## Sehenswürdigkeiten

### Dorfkirche

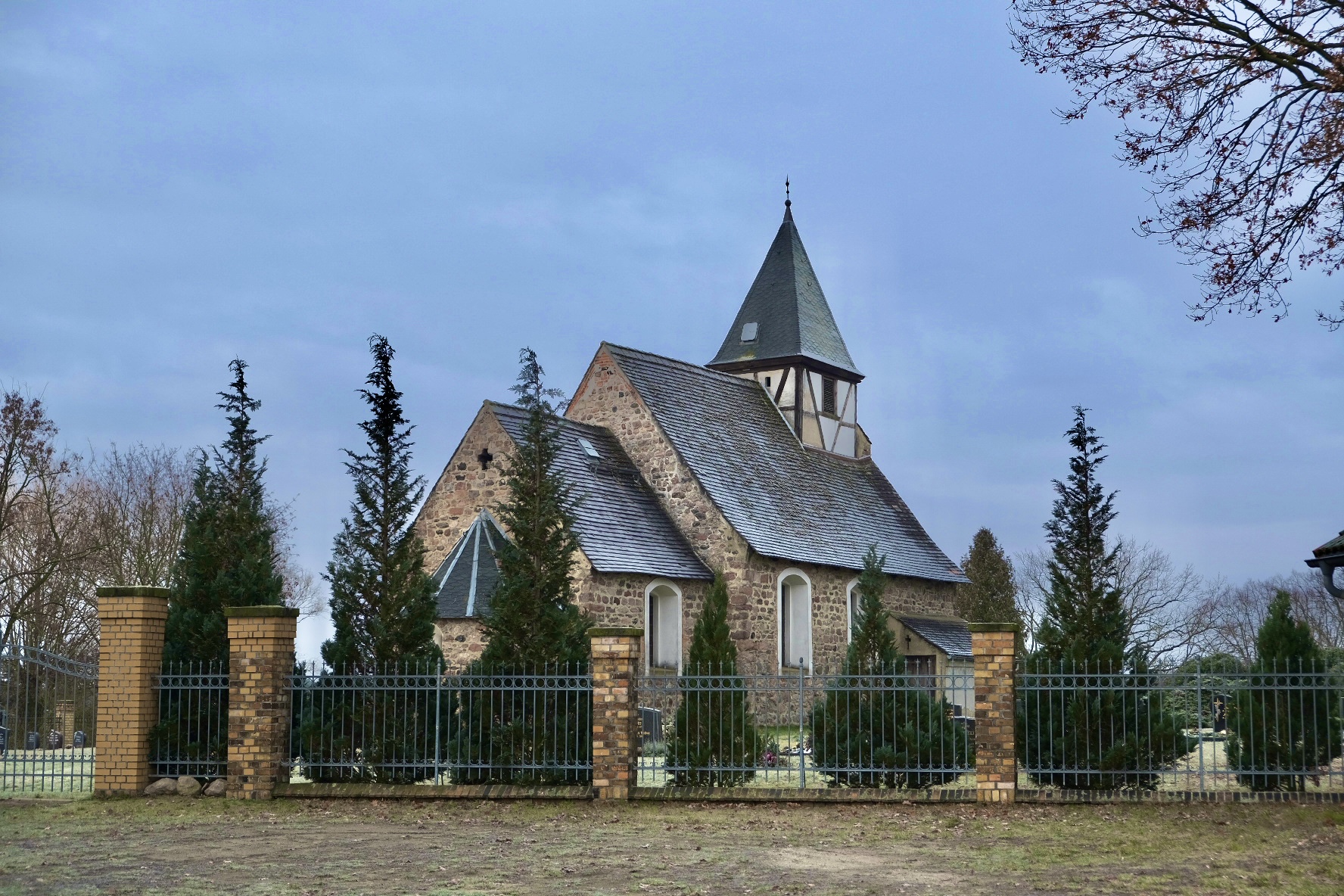
Kirche und Friedhof vom Norden

Die Schmilkendorfer Dorfkirche wurde im 13. Jahrhundert im romanischen Stil als Wehrkirche errichtet. Es handelt sich um einen Feldsteinbau mit Dachwerkreiter. Der Kirchturm wurde 1565 errichtet. Nach ihrer Verwüstung im Dreißigjährigen Krieg wurde die Kirche erst im Jahr 1670 wieder geweiht.
Zu den Besonderheiten der Kirche gehören ein Gemälde von Johann Amberger und ein Zahlenrätsel auf der Rückseite des Altars. Für Besucher ist die Kirche von Mai bis Oktober von 10 Uhr bis 18 Uhr geöffnet.

### Ehrenmal

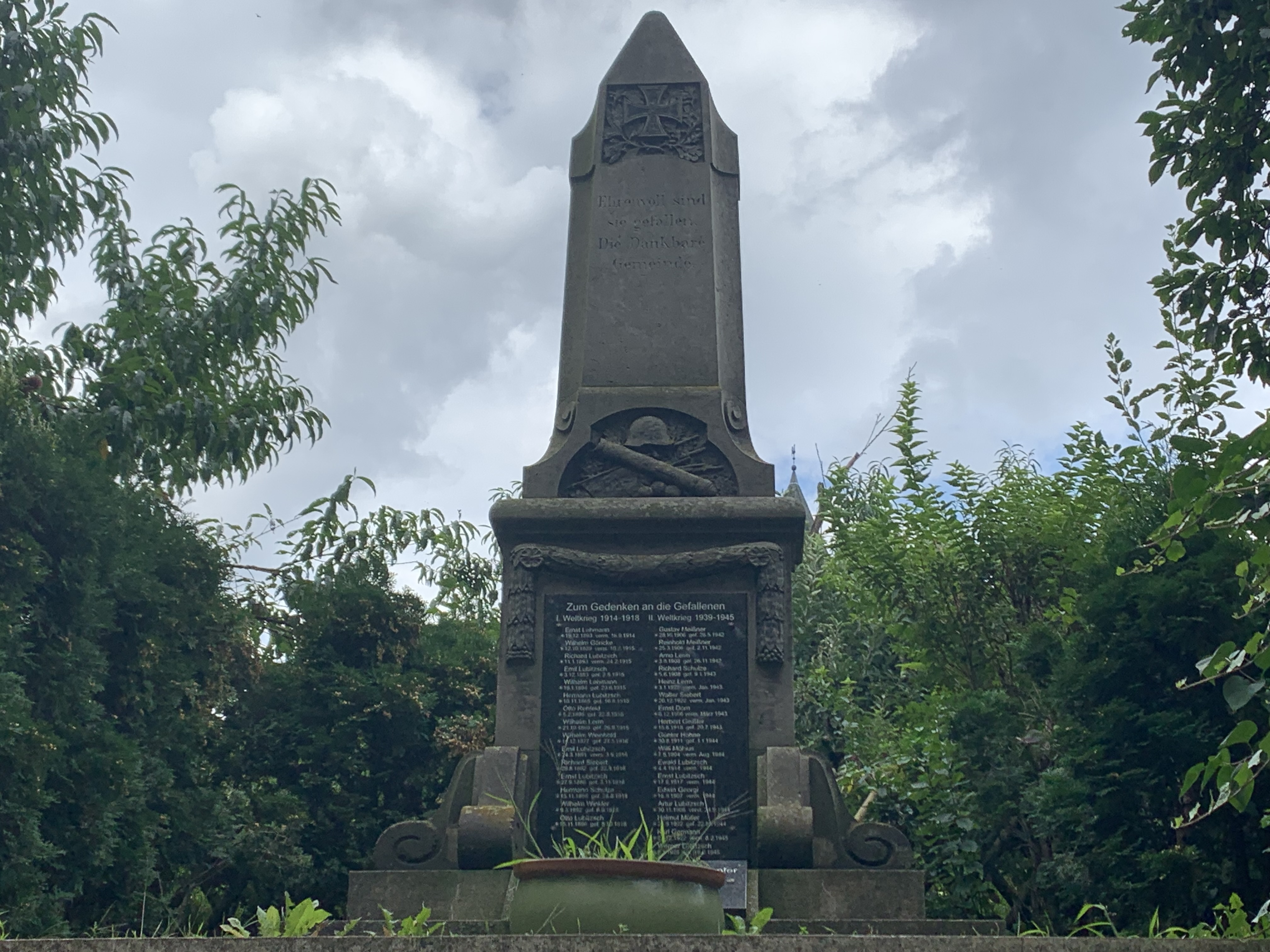
Ehrenmal von Schmilkendorf

Das Ehrenmal von Schmilkendorf wurde am 29. Oktober 1921 als Kriegerdenkmal eingeweiht. Die Inschrift des Gedenksteins lautet „Ehrenvoll sind sie gefallen. Die Dankbare Gemeinde“. Auf der Gedenktafel namentlich genannt sind:
- 15 Gefallene des Ersten Weltkrieges
- 17 Gefallene und Vermisste des Zweiten Weltkrieges
- drei nach 1945 in sowjetischen Speziallagern umgekommene Dorfbewohner.[8]